# Kusŏng
Kusŏng-shi (구성시; 龜城市) ist eine Stadt in der Provinz P’yŏngan-pukto in Nordkorea. Sie hat 196.515 Einwohner (Stand 2008), davon lebten 93.212 in urbanen Regionen. Die ganzjährige Durchschnittstemperatur beträgt 8,2 °C, mit einem Januar-Durchschnitt von −9,6 °C und einem August-Durchschnitt von 23,3 °C. In einem typischen Jahr fallen 1300 Millimeter Regen. 22 % der Fläche der Stadt werden kultiviert und 64 % sind bewaldet.
Zu den Bildungseinrichtungen in Kusong gehören das Kusong Mechanical College und das Kusong Industrial College. Zu den historischen Relikten gehört die Kuju-Burg aus der Goryeo-Dynastie.
Kusong ist auch die Heimat eines Großteils der nordkoreanischen Militärindustrie mit Munitionsfabriken und Uranminen in der Region. Der Flugplatz Panghyon befindet sich ebenfalls in Kusong, wo Raketentests durchgeführt wurden, einschließlich des ersten erfolgreichen Teststarts einer Interkontinentalrakete in Nordkorea.